# Mamut włochaty

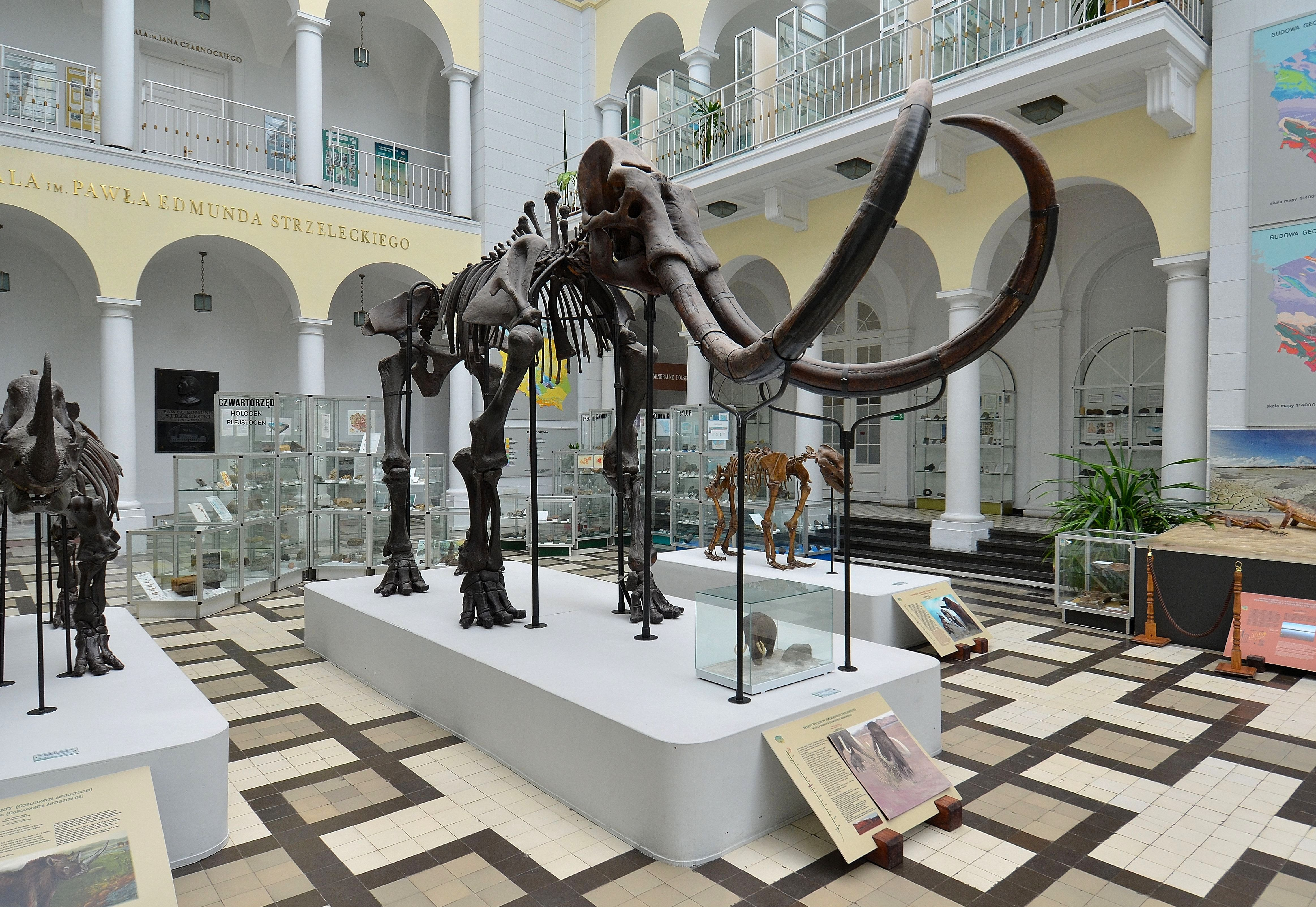
Szkielet mamuta włochatego w Muzeum Geologicznym Państwowego Instytutu Geologicznego w Warszawie

Mamut włochaty, mamut właściwy, wielki (Mammuthus primigenius) – wymarły gatunek trąbowca. Był jedynym gatunkiem mamuta, który miał gęstą sierść. Wywodził się od wcześniejszego mamuta stepowego (Mammuthus trogontherii). Pojawił się ok. 250 tysięcy lat temu i szybko rozprzestrzenił w Europie i Azji, potem również w Ameryce Północnej. Na tereny Północnej Ameryki gatunek ten wkroczył stosunkowo późno, zaledwie ok. 100 tysięcy lat temu i zasiedlił jedynie najbardziej na północ wysunięte tereny stepowe.
Mamuty włochate były wyłącznie roślinożerne, żywiły się głównie roślinami stepowymi, przede wszystkim różnymi gatunkami traw. W mniejszym stopniu na ich pożywienie składały się różnego rodzaju zioła, roślinność krzewiasta i drzewiasta, oraz prawdopodobnie także mchy i porosty. Pożywienie zrywały chwytną trąbą i rozcierały je dużymi trzonowcami. Ciosy mamutów osiągały do 5 metrów długości i służyły do odkopywania roślin spod śniegu podczas zimy.
Mamut włochaty osiągał rozmiary lekko przewyższające dzisiejszego słonia indyjskiego (Elephas maximus), który jest jego najbliższym żyjącym krewniakiem. Miał 2,75 do 3,4 m wysokości i 4 do 6 ton masy. Prawdopodobnie miał system społeczny taki jak u słoni, w stadzie trzon stanowiły samice z młodymi, przewodzone przez najstarszą i najbardziej doświadczoną samicę. Młode samce w wieku kilkunastu lat najprawdopodobniej opuszczały rodzinne stado i łączyły się w niewielkie grupy. Stare samce zapewne prowadziły samotniczy tryb życia. Młode cielęta mogły padać ofiarą dużych drapieżników takich jak: wilki, hieny i lwy. Dorosłe okazy zapewne nie miały innych wrogów poza człowiekiem.
Znaleziono bardzo wiele szczątków mamutów włochatych ze śladami użytkowania przez człowieka. Odkryto nawet pozostałości domostw zbudowanych w całości z kości mamucich. Kość mamucia stanowiła materiał do produkcji różnorodnych artefaktów: broni, narzędzi, przedmiotów kultowych. Mamut włochaty był jednym z najczęściej przedstawianych zwierząt w sztuce naskalnej. Gatunek ten przetrwał do końca plejstocenu. W Europie wymarł ok. 13 tysięcy lat temu, na Syberii prawdopodobnie ok. 10 tysięcy lat temu, a w Ameryce Północnej nie wcześniej niż 10,5 tysiąca lat temu.
W XIX w. i w pierwszych dekadach XX w. dobrze zachowane ciosy mamutów (zwane błędnie kłami) z Syberii pozyskiwano na dużą skalę jako odmianę kości słoniowej. Na przełomie XIX i XX w. w Rosji skupiono przeszło 30 ton kości słoniowej z mamuta. Różniła się ona od kości słoniowej ze współczesnych słoni bardziej białą barwą, z lekkim odcieniem niebieskim.
W Polsce największe nagromadzenie szczątków mamuta włochatego odnaleziono w 1967 na wzgórzu św. Bronisławy w Krakowie. Napotkano tam nagromadzenie kostne (blisko 6 tys. kości i zębów) 86 mamutów, zdechłych lub zabitych, a następnie pociętych przez ludzi. Wiek kości wynosi 23–24 tys. lat. Inne duże znalezisko kości mamutów pochodzi z piaskowni w rejonie Pyskowic. Na bazie materiałów z tego stanowiska zrekonstruowano szkielet mamuta stojący w Muzeum Geologicznym Państwowego Instytutu Geologicznego w Warszawie. Mniejsze znaleziska mamutów są powszechne w całej Polsce, zwłaszcza w jej południowej i środkowej części.